# Tom Jones (película)
Tom Jones es una película británica de 1963, dirigida por Tony Richardson y con Albert Finney en el papel principal. Es una adaptación de la novela de Henry Fielding The History of Tom Jones, a Foundling (1749). Galardonada con numerosos premios cinematográficos británicos e internacionales.

## Argumento
Tom Jones (Albert Finney), hijo ilegítimo de una mujer pobre, es adoptado y educado por el caballero más adinerado de la comarca, el señor Allworthy (George Devine). El joven Tom disfruta en su mansión rodeado de lujos y de mujeres. Un día Tom se enamora de su vecina, Sophie Western (Susannah York), pero Tom está estigmatizado por ser hijo ilegítimo, y se ve incapaz de casarse con ella.

## Reparto
- Albert Finney: Tom Jones
- Susannah York: Sophie Western
- Hugh Griffith: Squire Western
- Edith Evans: Miss Western
- Joan Greenwood: Lady Bellaston
- Diane Cilento: Molly Seagrim
- George Devine: Squire Allworthy

## Comentarios
Esta película fue un gran éxito ya que le arrebató al resto de películas todos los premios importantes. Tuvo 120 candidaturas a distintos premios. Pero la crítica y el público están divididos entre los que aseguran que la película es la mejor comedia jamás realizada, y los que aseguran que la película es aburrida y su humor no funciona[cita requerida].

## Premios
- Premio Óscar

| Año  | Categoría                         | Receptor                                                | Resultado  |
| ---- | --------------------------------- | ------------------------------------------------------- | ---------- |
| 1963 | Mejor Película                    | Mejor Película                                          | Ganadora   |
| 1963 | Mejor Director                    | Tony Richardson                                         | Ganador    |
| 1963 | Mejor Actor                       | Albert Finney                                           | Candidato  |
| 1963 | Mejor Actor de Reparto            | Hugh Griffith                                           | Candidato  |
| 1963 | Mejor Actriz de Reparto           | Edith Evans                                             | Candidata  |
| 1963 | Mejor Actriz de Reparto           | Diane Cilento                                           | Candidata  |
| 1963 | Mejor Actriz de Reparto           | Joyce Redman                                            | Candidata  |
| 1963 | Mejor Guion Adaptado              | John Osborne                                            | Ganador    |
| 1963 | Mejor Banda Sonora                | John Addison                                            | Ganador    |
| 1963 | Mejor Dirección Artística (Color) | Ralph Brinton Ted Marshall Jocelyn Herbert Josie McAvin | Candidatos |

- Premio BAFTA 1964: a la mejor película británica, al mejor guion británico y a la mejor película.

- Premio Globo de Oro 1964: a la mejor comedia o musical, y al mejor actor promisorio (Albert Finney).

- Premio Copa Volpi 1963 : al mejor actor (Albert Finney).

- Premio NYFCC 1963: al mejor actor (Albert Finney), al mejor director, y a la mejor película.

- Premio National Board of Review 1963: al mejor director y a la mejor película.

- Premio Golden Laurel 1964: a la mejor comedia.

- Premio Grammy 1964: a la mejor música para película (John Addison).

- Premio Directors Guild of America 1964: a la mejor dirección, y al mejor asistente de dirección (Gerry O'Hara).

- Premio Writers' Guild of Great Britain 1964: al mejor guion de comedia (John Osborne).

- Datos: Q313315